# Almpfeiferl
Das Almpfeiferl ist ein österreichisches Volksmusikinstrument aus der Gruppe der Schnabelflöten, in Bauform und Spielweise einer barocken Diskant-Blockflöte vergleichbar. Der Namenszusatz Brucker Almpfeiferl bezieht sich auf die Stadt Bruck an der Mur in der Steiermark. In der steirischen Volksmusik war das Almpfeiferl vom 19. Jahrhundert bis um 1930 beliebt.
Der leise, zarte und behauchte Ton ähnelt einer irischen Tin Whistle. Nur in den höheren Lagen ähnelt das Klangbild einer Schwegelpfeife.